# Италийци
Италийците (лат. Italici), наричани още Италики, са индоевропейски древни народи и племена в Италия. Те се заселват през 12 век пр.н.е. до 10 век пр.н.е. от север през Алпите в Италия. От 4 век пр.н.е. италийците са подчинени на Рим.
Общото помежду им е използването на италийските езици. Различават се два говорими езика: латино-фалиския (латини, фалиски) и оскско-умбрийски (оски, умбри, самнити).